# Heatmiser
Heatmiser est un groupe de rock indépendant américain, originaire de Portland, dans l'Oregon. C'est le groupe qui révélera le talent d'Elliott Smith, qui allait devenir dès 1994 un des auteurs les plus respectés des États-Unis. Le groupe se dissout en 1996, alors que la carrière solo d'Elliott Smith commençait à décoller.

## Biographie
En 1987, étudiants au Hampshire College d'Amherst, dans le Massachusetts, Neil Gust et Elliott Smith se rencontrent et forment un groupe. En plus de reprendre de Ringo Starr et Elvis Costello, le duo délocalise à Northampton, dans le Massachusetts. Le nom Heatmiser serait inspiré du nom d'un personnage de dessin animé pour enfants datant de 1974 intitulé A Year Without a Santa Claus.
Après le Hampshire College en 1991, Gust et Smith reviennent à Portland, dans l'Oregon. Brandt Peterson joue de la basse sur les albums Dead Air et Cop and Speeder, l'EP Yellow No. 5 et plusieurs singles. Peterson quitte le groupe en août 1994 et est remplacé par Sam Coomes, un ami de Smith. Coomes joue sur le dernier album de Heatmiser, Mic City Sons, et en tournée.

## Membres
- Elliott Smith † - chant, guitare
- Neil Gust - chant, guitare
- Brandt Peterson - basse
- Tony Lash - batterie, production

## Discographie
- 1993 : Dead Air (Frontier Records)
- 1994 : Yellow No.5 (EP) (Frontier Records)
- 1994 : Cop and Speeder (Frontier Records)
- 1996 : Mic City Sons (Caroline Records)
- 2023 : The Music of Heatmiser (Compilation de 29 titres : démos, live, raretés, versions alternatives, inédits) (Third Man Records)
- 2025 : Mic City Sons (30th anniversary inclus l'album remasterisé + 12 titres bonus) (Third Man Records)